# لاورا پریکو
لاورا پریکو (انگلیسی: Laura Perico؛ زادهٔ ۲۹ سپتامبر ۱۹۸۹) یک هنرپیشه اهل کلمبیا است.
از فیلم‌ها یا برنامه‌های تلویزیونی که وی در آن نقش داشته‌است می‌توان به ویکتوریا اشاره کرد.